# The First Edition
The First Edition es el álbum de estudio homónimo de la banda del mismo nombre. Fue publicado en noviembre de 1967 a través de Reprise Records. Kenny Rogers cantó la voz principal en dos canciones, «Just Dropped In (To See What Condition My Condition Was In)» y «Dream On». «Just Dropped In (To See What Condition My Condition Was In)» se convirtió en el único sencillo exitoso del álbum y marcó el comienzo de lo que vendría, con Rogers pronto convirtiéndose en el cantante principal del grupo y el grupo pasó a llamarse Kenny Rogers & The First Edition.

## Recepción de la crítica
Un escritor no especificado de la revista Billboard escribió que la banda, “enciende una ráfaga de lirismo letrado, ingenio y, por supuesto, música rock contundente”, mientras que la revista Cashbox describió el estilo de The First Edition como “enérgica y entusiasta”, En una reseña en retrospectiva para AllMusic, Joe Viglione describió The First Edition como “una joya perdida que vale la pena redescubrir”.

## Lista de canciones
Todas las canciones escritas y compuestas por Mike Settle, excepto donde esta anotado. 
| Lado uno |                                                                                |          |  |
| N.º      | Título                                                                         | Duración |  |
| 1.       | «I Found a Reason»                                                             | 3:40     |  |
| 2.       | «Just Dropped In (To See What Condition My Condition Was In)» (Mickey Newbury) | 3:22     |  |
| 3.       | «Shadow in the Corner of Your Mind»                                            | 2:53     |  |
| 4.       | «If Wishes Were Horses»                                                        | 2:35     |  |
| 5.       | «Ticket to Nowhere»                                                            | 2:27     |  |
| 6.       | «I Get a Funny Feeling»                                                        | 3:51     |  |

| Lado dos |                                           |          |  |
| N.º      | Título                                    | Duración |  |
| 1.       | «I Was the Loser»                         | 3:08     |  |
| 2.       | «Dream On» (Mike Post, Walter Meskell)    | 2:49     |  |
| 3.       | «Home Made Lies» (Settle, Terry Williams) | 2:25     |  |
| 4.       | «Marcia: 2 A.M.»                          | 2:24     |  |
| 5.       | «Hurry Up Love» (Post, Meskell)           | 2:38     |  |
| 6.       | «Church Without a Name»                   | 3:25     |  |

## Créditos y personal
Créditos adaptados desde las notas de álbum de The First Edition.
The First Edition
- Thelma Camacho – voces
- Mickey Jones – batería
- Mike Settle – voces, guitarra rítmica
- Kenny Rogers – voces, guitarra bajo
- Terry Williams – voces, guitarra

Personal técnico
- Mike Post – productor, arreglos (1, 2, 7, 8, 10, 11)
- Al Capps – arreglos (3–6, 9, 12)
- Eddie Brackett – ingeniero de audio
- Michael Lietz – ingeniero de audio
- Ed Thrasher – director artístico
- Tony Esparza – fotografía

## Posicionamiento
| Gráfica (1968)                   | Pico de posición |
| -------------------------------- | ---------------- |
| Estados Unidos (Billboard 200)   | 118              |
| Estados Unidos (Cashbox Top 100) | 64               |